# 三宅裕司のいかすバンド天国
『三宅裕司のいかすバンド天国』（みやけゆうじのいかすバンドてんごく）とはTBSで放送された深夜番組『平成名物TV』の1コーナーである。1989年2月11日に始まり、1990年12月29日に多くのバンドを輩出して幕を閉じた。その後、2007年12月30日に「あの伝説の番組再び!"イカ天2007復活祭"名物バンド激レア映像 今夜限りの大放出スペシャル」と題し、17年ぶりに復活した。
「イカ天」が公式な通称であるために「イカすバンド天国」と誤植されることが多いが、「いかす」を平仮名で書くのが正式な表記である。
この番組に出場したバンドの総数は846組であった。

## 番組概要
毎週土曜深夜に10組（第1回、第2回は12組）のアマチュアバンドが登場し、審査員によってチャレンジャー賞バンドが選ばれて前回のイカ天キング（チャンピオン）バンドと対決して勝った方がイカ天キングとなる。5週連続でイカ天キングを防衛したバンドはグランドイカ天キングとなり、メジャーデビューが約束された。
だが番組開始当初にはメジャーデビューへの道という話は全くなく、グランドキングになれば48チャンネルのスタジオを借り切って録音ができ、番組でPVを制作してもらえるというだけであった（その後、番組の人気とともにスケールアップしていく）。したがって出場バンドの中にはベンチャーズやグループ・サウンズのカバーあるいはプログレッシブ・ロックを演奏するバンドも少なくなく、かつて存在した同様の番組『勝ち抜きエレキ合戦』に出場経験のある中年男性バンドという古強者も登場し、そういうものも含めた学園祭的なにぎやかさも番組制作のねらいの一つであったという（この番組の審査員にベンチャーズ研究家の萩原健太やプログレッシブ・ロックの世界で神格化された難波弘之が名前を連ねていた）。
番組は当時爆発的な人気を呼び、1989年の新語・流行語大賞の流行語部門・大衆賞を受賞するまでに至った。1990年1月1日には、日本武道館において前日の第31回日本レコード大賞のセットをほぼ流用するような形で「輝く!日本イカ天大賞」が行われた（この放送は翌日1月2日、23時15分 - 25時15分）。
番組名称からイカの天ぷらのようなイラストマークが設定され、スタジオバックにも描かれていた。
司会は三宅裕司と相原勇（後期にはバンドが登場する直前の「次のバンドはこのバンドだいっ!」というフレーズも人気に）、第1回放送時は三宅と出場バンドメンバー全員による「ヘーイ、セーイ」の掛け声で始まり、この時には「略していかバン天」と言っていた。バンド呼び込みなどのナレーションは関口伸（1989年4月15日放送分から登場。それ以前は三宅か相原による紹介で行われていた）。プロデューサーは元スペクトラム・KUWATA BANDの今野多久郎、収録スタジオは日比谷シャンテTBSスタジオ（地下1階。現在は映画館「TOHOシネマズシャンテ」に改装された）。三宅主宰のスーパー・エキセントリック・シアターの若手だった岸谷五朗、寺脇康文、山田幸伸の「SET隊」が「天ぷらトリオ」と名乗って、前説とオープニング出演していた時期もある。
しかし、1989年に番組のディレクターが麻薬所持で逮捕。1990年3月にも番組の構成作家が大麻所持で逮捕される。同年4月、2年目に突入し審査員が交代して以降は人気が急落し、同年8月 - 9月の頃には視聴率が2 - 3%と降下。その後、バンドブーム熱の降下とともに番組は終了した。新聞報道や番組内の説明ではあくまでも年内休止、かつ充電期間で、TBSの番組宣伝部は「充電期間を置いて、バンドのパワーやブームが回復するのを待ちたい」として1991年以降も出演バンドの募集は続け、1991年からはビデオ版で再開とされていた。
三宅の所属するアミューズが番組制作に携わった。

### イカ天キング戦
イカ天キングとチャレンジャー賞バンドとの対決で、7人の審査員の多数決で決まる（スタート当初は審査員は5人）。丸（金色）のキングの札（イカ審棒と呼ばれた）が4人以上なら勝ち抜き、四角（焼肉の網を模した形）のチャレンジャーの札が4人以上なら新キング誕生（キングには1週勝ち抜くごとに賞金10万円とローランド社製の楽器（リニアデジタルシンセサイザー・D-20、ギターアンプ・JC-120、デジタルギターサウンドシステム・GS-6、ギターシンセサイザー・GR-50とドライバー・GK-2のセット、ヒューマンリズムコンポーザー・R-8、MIDIパッド・オクタパッドⅡ、以上6アイテムの中からいずれか1つ）がプレゼントされた）。キングとなった週を含め、5週勝ち抜きでグランドイカ天キングとなる。ちなみに1989年7月頃までの札は赤丸（キング）と青丸（チャレンジャー）で色分けされ、中にイカのロゴマークが入っていたものであった。この当時の審査員席は焼肉を焼くホットプレートのような卓の周りを5人が囲んで座るといった体裁であった。
なおキングのグランドキング挑戦の週には強力なチャレンジャーがぶつけられることがセオリーとなっており、FLYING KIDSをあわやというところまで追い詰めたKUSU KUSU（人気投票連続11週1位）、たまとマルコシアス・バンプの対決、BEGINがNORMA JEANのグランドキングを阻止した際のラッシャー木村の「耐えて燃えろ!」などの名言を生んでいる。

#### 仮イカ天キングとルール
グランドキング誕生の次週はキング不在となる。従ってそのままキング不在で番組は進行、その週のチャレンジャー賞バンドがキングになる。
しかし、初代グランドイカ天キング（FLYING KIDS）が誕生した翌週のパニック・イン・ザ・ズゥは、「キングの実力かどうかの判断が出来ない」ということから、「仮イカ天キング」という措置がとられた。この仮キングの週は勝ち抜き週数にカウントされず賞金もない。次週で勝てば正キングとなり、負ければ仮のままで終わるというもの。
2代目グランドキング（BEGIN）が誕生した翌週のカブキロックスも、「仮イカ天キング」であった。また、3代目グランドキング（たま）誕生の週は、チャレンジャー賞のマルコシアス・バンプを落とすのはあまりにも惜しいということから、審査委員長の萩原健太が「そのまま仮イカ天キングにして残すのはどうか」と提案。三宅はもちろんほかの審査員も異存はなく、満場一致で番組中に決定した。
このほか、番組末期に仮キングとなったGLUは、「仮にするか本当のキングにするか迷いました」と言われており、もう少し評価が高ければキングとの対決を経ずして正キングになった唯一の例となるところであった。イカ天のルールは、この番組らしく臨機応変に変更されていった。

### 主な賞など
- チャレンジャー賞
  - イカ天キングへの挑戦権獲得、賞品は「焼肉屋ご招待」だった。ただし出場者が総崩れの場合出なかったこともある。1990年11月17日放送ではチャレンジャー賞が“該当者無し”となり、当時のイカ天キングGLUの信任投票という形となった。
- ベストボーカル賞
- ベストプレイヤー賞
- ベストキャラクター賞
  - 主としてギャグキャラに贈られる。
- ベストコンセプト賞
- ベストスピリッツ賞
- 特別審査員賞（ゲスト審査員が選ぶ、同人の名前を冠することが多い）
- 在宅審査員賞（音楽業界関係者等がFAX等で投票、票数が最も多かったバンドに贈られる）

チャレンジャー賞と他の賞を同時に受賞したバンド、複数の賞を受賞した出場者もいる。

### 「完奏」と「ワイプ」
審査員席には、赤と青の2つのランプがあり、「もう見たくない」と思った時には赤ランプのスイッチを押す。赤ランプが2つ点灯すると「ワイプ」となり、演奏中の画面が小さくなる（演奏時間の記録も赤ランプが2つ点灯した瞬間までのものとなる。7つ全部赤ランプが点灯すると演奏画面が消える。第2回放送時までは赤ランプ3つで一気に画面が小さくなっていたが、第3回放送からは段階的に縮小する形に変わった）。
3分間ワイプを受けずにいられたら「完奏」（この完奏のイカマークが画面に登場したのは1989年3月4日から）。ただ、ワイプになってももう少し見たいと思った時には青ランプのスイッチを押す。すると演奏中の画面が再びいっぱいに戻るが、完奏扱いにはならなかった（番組初期の頃には審査員の赤ランプよりも権限が強かったという、三宅用の青ランプが存在した。但しこれで復活できるのは5秒だけだった）。
最速ワイプ記録は、九州ASHの14秒。登場時にふざけすぎて審査員の反感を買い、演奏前に赤ランプがついてしまったケースもある。またワイプをかわすため、わざと短い曲を作って挑むチャレンジャー（1989年6月17日に1分30秒で完奏したバンド「近親憎悪」）も存在した。ちなみにキングはワイプの対象にならない。

### イカ天内のコーナー
- ロックロックこんにちは（ロックやイカ天出身バンドを中心とした最新の音楽情報など）
- バンドストッククラブ（『アマチュアバンドベスト10』や、アマチュアバンドのライブ情報など。元ジューシィ・フルーツのイリア（奥野敦子）が一時期レギュラー出演）
- プロバンドベスト20（アマチュアバンドベスト10と同様に、視聴者からの投票で決定していた。しかし番組に登場したバンドたちがデビューするや、その順位ほとんどをそれらバンドが占めてしまった）
- FAX TIME（在宅審査員から送られたFAXを紹介。FAX審査員には「吉田建さん、注文していたロンドンブーツ手に入りましたよ!」 と私信を送ったことで有名な雑誌編集者メタルウサギ、林真理子などがいた）
- ゆうじ君のおたく（オープニングのコーナー。「おでバカだから…」というような口調で三宅がおたくの役を演じていた。北尾光司がゲストに来た時には「こうじ君のおたく」としてコーナーを乗っ取られたこともあった）
- 全国バンド人生相談会 (番組後期の企画。全国のバンドから寄せられた相談を当日の出場バンド全員に「YES」「NO」の札を挙げてもらいどちらにするか決めてもらうコーナー)

### 番組セット
- バンドが登場する入口は障子（ナレーターがバンド紹介をしている間はスタジオが暗くなって障子の後ろから照明が当たり、障子越しにシルエットが映るようになる）、障子の上には『平成』と書かれた額が掛かり、その両側と上は太陽（障子の周りが太陽の円）から光が放たれるようなイメージの絵柄となっていた。当初は太陽と光が赤、その他の部分が金色であったが後にこの配色が逆になっていた。なお、番組が始まって数回の間は入口の上は額ではなく大きなVHSテープの絵が掲げられ、光のような絵柄も違っていた。
- 障子の右側が審査員席、さらにその右側が今野多久郎ら『バンドストッククラブ』コーナー出演者が座る席でその後ろには在宅審査員の氏名・団体名・レコード会社名の札が掛かって視聴者からのはがきと鹿の頭が飾られていた。
- 壁にはほかにその週出場のバンドの名前が貼られたホワイトボードが掲げられており、完奏するとバンド名の後ろに「完」のシールが貼られた。
- TVカメラの後ろ側には雛壇状に出場バンドの席が並び、さらにその後ろには週ごとに替わるスローガンを書いた横長の垂れ幕が掲げられていた。イカ天キングが座る席は雛壇の席よりも前に置かれ、赤い布を掛けた丸い卓に横長の椅子という茶店のような感じのもので、お茶とどら焼きなどのお菓子が「おもてなしメニュー」として振る舞われていた。すき焼き（1990年11月17日）などの本格的な料理が出たこともある。一般の出場者にも季節に応じ、冷たい茶などが振舞われた。また大塚製薬がTBSでのスポンサーだった関係で審査員にはポカリスエット、ジャワティーなど大塚製薬の飲み物が振る舞われた[10]。
- ちなみに垂れ幕のスローガンの内容は季節の話、年中行事にロッカーの生き様などを引っ掛けて作ったような文言が多く、中には1989年7月23日に行われた第15回参議院議員通常選挙（「サン・ギィ〜〜〜ン」でギターをチョーキング）[11]。や当時の宇野宗佑首相の女性スキャンダルをネタにしたものもあった[12]（以下#歴代スローガンの節も参照）。スローガンの内容が実現したかのような、あるいはスローガンと反対の皮肉な出来事が起こることも多々あった。
- その週のイカ天キングが決定した瞬間、天井からキングに選ばれた側のくす玉が割れ、紙テープ・紙吹雪の舞う中で、新キングであれば「新イカ天キング誕生」（途中から「○代目イカ天KING誕生!!」）、キング防衛であれば「おめでとう　イカ天KING○週制覇!!」、グランドキングになった場合「おめでとう Grand Ikaten KING誕生!!」という字幕が表示された。グランドキング達成時、くす玉には垂れ幕「祝 イカ天キング五周制覇」（5週とは書かれていなかった）が紙テープと一緒に舞っていた。

### 歴代スローガン

#### 1989年
※1989年放送分については、#参考文献の『イカ天年鑑 平成元年編』の各回各ページの上部に全て掲載されている。
| 回数 | 放送日   | スローガン                                                   | 備考 |
| ---- | -------- | ------------------------------------------------------------ | --- |
| 1    | 2月11日  | 若い才能は芽のあるうちに摘め!!                               | |
| 2    | 2月18日  | 甦った勝ち抜きBAND合戦。業界ソーゼン!!                       | |
| 3    | 2月25日  | 若きBAND MANたちのおたけびも高らかに                         | |
| 4    | 3月4日   | 爆発寸前のエネルギーをぶつけ合う                             | |
| 5    | 3月11日  | ゲコクジョー! 参勤交代が現代に復活!!                         | |
| 6    | 3月18日  | 現代に甦った勝ち抜きバンド合戦                               | |
| 7    | 3月25日  | キミはチャンネルを変える勇気はあるか                         | |
| 8    | 4月8日   | 何かが起こりそうなとんでもない夜                             | |
| 9    | 4月15日  | イカス・イカ、スイカ…スイカ!! 1個￥14,000のすいか            | |
| 10   | 4月22日  | イカ天KINGが……いねぇー                                       | 当時、パニック・イン・ザ・ズゥが正キングではない「仮イカ天キング」であったことから。 |
| 11   | 4月29日  | 世の中何が起こるか“一寸先は3センチ先!”                       | |
| 12   | 5月6日   | ピョンピョンはねてイカ天戦国時代を乗り切ろう                 | キングがRABBITでチャレンジャーの中に The Bunny's がいたので”うさぎ対決”が予想されたことから。 |
| 13   | 5月13日  | バンドやってて、お母さんごめんなさい                         | この日は母の日に因み、「世の中全てカネ～～ション!」とカーネーションをばらまく三宅に合わせ、全員が「ハハァ～!の日」と返すパフォーマンスでスタート。                                                                     |
| 14   | 5月20日  | パンク狩り撲滅運動強化月間                                   | |
| 15   | 5月27日  | 晴れの日には布団をほそう - シド・ヴィシャス -                | |
| 16   | 6月3日   | 髪は染めても歯は白!                                          | |
| 17   | 6月10日  | 伊東に行くのはハードや! 伊豆イカ漁業組合                     | この時期、伊豆の熱川近辺で群発地震が発生していたため。 |
| 18   | 6月17日  | イカ天の父かえる（蛙）                                       | ローマ国際ファンタスティック映画祭出席のためイタリアへ渡り、前週番組を休んでいた三宅がこの回より復帰したことから。 |
| 19   | 6月24日  | 畳の上でも遊んでみよう、イカ天ロッカーズ                     | 当時の宇野宗佑首相の女性スキャンダルを風刺したスローガン。 |
| 20   | 7月1日   | 7月1日は海開き 溺れた時は拳をあげよう!                       | |
| 21   | 7月22日  | Punkの一票が日本を変える                                     | 1989年7月23日執行の第15回参議院議員通常選挙を意識したスローガン。 |
| 22   | 7月29日  | 花火のそばで火を吹くのはやめよう                             | |
| 23   | 8月5日   | 故郷に錦ヘビブーツを飾ろう!                                  | この日のために、実際に「蛇の頭を付けたブーツ」を製作。この後、このブーツは番組オフィシャルショップ「IKA-TEN SHOP」に飾られていた。                                                                                     |
| 24   | 8月12日  | お盆だ、御先祖様とハモろう!                                  | |
| 25   | 8月19日  | 泣くな球児よ 次は焼肉をめざせ!（いか天高くフライをあげよう） | |
| 26   | 8月26日  | 残暑ザンショ 夏はサルサ                                      | |
| 27   | 9月2日   | 九月だ! 新学期だ! イカ天は秋がきてもアキがこないかな?        | |
| 28   | 9月9日   | ブルースは鳴かせるぜ                                         | |
| 29   | 9月16日  | 紅葉の秋! 髪は真赤なもみじおろし                             | |
| 30   | 9月23日  | ロックも芝居もシャウトのしすぎに注意しよう                   | 青山劇場でのスーパー・エキセントリック・シアターでの公演において、三宅が声が出なくなりダウンし、この日番組を休んだことから。                                                                                           |
| 31   | 9月30日  | この季節、いか天コロモがエエ!                                | 翌10月からネット局が増加することから。 |
| 32   | 10月14日 | この季節イカ天はコロモがええー!                              | |
| 33   | 11月4日  | 外タレに負けるなイカ天ここにあり!!                           | |
| 34   | 11月11日 | イロものバンド撲滅キャンペーン実施中                         | カブキとかサザエボン(サイバーニュウニュウの絵)と言った「イロもの」と言われたバンドが番組を席巻していたことから(番組内でのSET隊の発言より)。 仮キング、挑戦者どちらも色物、結果たまが勝利するという皮肉な展開になった。 |
| 35   | 11月18日 | 楽器ひいてもカゼひくな!                                      | |
| 36   | 11月25日 | 火の用心!! イエーッともえても家燃すな!                       | |
| 37   | 12月2日  | もういくつ寝ると武道館                                       | |
| 38   | 12月9日  | 朝まで生バンド! 忘年会カラオケ撲滅運動展開中                 | |
| 39   | 12月23日 | クリスマス☆パンクがママにキスをした!                         | |
| 40   | 12月30日 | 除夜の鐘、パーカッションをなめるなよ!                        | |

#### 1990年
| 回数   | 放送日   | スローガン                       | 備考          |
| ------ | -------- | -------------------------------- | ------------- |
| 最終回 | 12月29日 | もうイカないで… イカ天(仮)最終回 | (仮)は、○に仮 |

## 歴代イカ天キング
- 初代：SLUT&SLASH BAND（2週勝抜、1989年2月11日 - 18日）
- 2代目：GEN（1週勝抜、1989年2月25日）
- 3代目：FLYING KIDS（5週勝抜、初代グランドイカ天キング、1989年3月4日 - 4月8日）
- （仮キング：パニック・イン・ザ・ズゥ、1989年4月15日）
- 4代目：イエロー太陽s（1週勝抜、1989年4月22日）
- 5代目：RABBIT（3週勝抜、1989年4月29日 - 5月13日）
- 6代目：JITTERIN'JINN（1週勝抜、1989年5月20日）
- 7代目：セメントミキサーズ（3週勝抜、1989年5月27日 - 6月10日）
- 8代目：突撃ダンスホール（1週勝抜、1989年6月17日）
- 9代目：ダイヤモンズ（1週勝抜、1989年6月24日）
- 10代目：宮尾すすむと日本の社長（3週勝抜、1989年7月1日 - 29日）
- 11代目：NORMA JEAN（4週勝抜、1989年8月5日 - 26日）
- 12代目：BEGIN（5週勝抜、2代目グランドイカ天キング、1989年9月2日 - 30日）
- （仮キング：カブキロックス、1989年10月14日）
- 13代目：サイバーニュウニュウ（1週勝抜、1989年11月4日）
- 14代目：たま（5週勝抜、3代目グランドイカ天キング、1989年11月11日 - 12月9日）
- 15代目：マルコシアス・バンプ（仮キング→5週勝抜、4代目グランドイカ天キング、1989年12月9日 - 1990年1月20日）
- 16代目：Stone Crazy（仮キング→2週勝抜、1990年1月27日 - 2月10日、ブルース系のグループ）
- 17代目：THE BOOTS（4週勝抜、1990年2月17日 - 3月10日、ファンク系バンド）
- 18代目：RAMBLE-FISH（3週勝抜、1990年3月24日 - 4月7日。キング在位中に審査員の交替があった）
- 19代目：LITTLE CREATURES（5週勝抜、5代目グランドイカ天キング、1990年4月14日 - 5月12日）
- 20代目：SOLID BOND（仮キング→1週勝抜、1990年5月12日 - 19日）
- 21代目：LANPA（4週勝抜、1990年5月26日 - 6月16日）
- :（※SOLID BOND辞退のため、チャレンジャー賞がそのままキングとなる異例の措置）
- 22代目：悪名エレキショー（1週勝抜、1990年6月30日、大阪出身。同郷のLANPAを倒してキングとなる）
- 23代目：ジョリーロジャー（1週勝抜、1990年7月14日）
- 24代目：COLLAGE（1週勝抜、1990年7月28日、プログレ風のグループ）
- 25代目：BLANKEY JET CITY（5週勝抜、6代目グランドイカ天キング、1990年8月4日 - 9月8日）
- （仮キング：P-MACHINE、1990年9月15日）
- 26代目：PANIC IN THE ZU:（5週勝抜、7代目グランドイカ天キング、1990年9月22日 - 10月27日）
- :（※パニック・イン・ザ・ズゥ　から改名）
- 27代目：GLU（仮キング→4週勝抜、1990年11月3日 - 12月8日）
- 28代目：EDITION DELUXE（1990年12月15日 - 22日）

※詳しい対戦スコアなどは三宅裕司のいかすバンド天国に出場したバンド#歴代イカ天キングを参照。

## 主な審査員
1989年3月25日までは審査員5人体制。4月8日放送分から7人体制となった。この番組の審査はたとえば、吉田「とても好きです（中略）ただAメロがあまりにも8分音符が続いてそこをちょっと…」萩原「いや、アレいいですよ」銀次「おれも好きだな」三宅「あ～、いま吉田さん猛ひんしゅくを買いましたね」吉田「いま、とてもあせってしまいました」というやりとり（因にこの言い合いが展開されたバンドは第4代イカ天キングのイエロー太陽sであった）があるように、政治的なかけひきのない厳しいながらも和気藹々としたものであった。
1990年3月まで
- 萩原健太

音楽評論家、審査員長。よく出場者をフォローするコメントを出し『フォローの達人』『イカ天の良心』とも言われる。米米CLUBの海外レコーディングに同行して番組を休んだ時も、自費で自分の人形を作り自分の席に置いていったこともあった。ただ「フォローのしようがない」「こんなバンド完奏させちゃいけない」という発言があるように甘い審査というわけではない。審査員の中では出場バンドの全曲を放送前に見ることを唯一許されていた。
- 中島啓江

オペラ歌手。美形好きと公言し、美形の男が出てくると眼鏡をかけることもあった。この番組がきっかけでその後、村上“ポンタ”秀一とレコーディングすることになる。
- 吉田建

ベーシスト、アレンジャー、プロデューサー。冷めたような口調で『何、それ?』『やめてよ』『何でこんなバンド、予選通すの?』などの辛口コメントが多く、一方で『今日は厳しいことを言い過ぎて、すみません』と謝る一面もあった。そうしたキャラクターから一時期女性週刊誌に載るほどの人気となる。特に電子楽器シーケンサー打ち込み系グループを一切認めなかった。
- 伊藤銀次

初期のナイアガラメンバーでもあることから面白好きな一面を番組では見せた。プレイヤー的な視点のコメントでは「建&銀次」というコンビにされることも多かった。
- グーフィ森

謎のタクティシャン。舞台の演出家だったり、音楽プロデューサーだったりするらしい。フグの調理師免許を持っており、それをネタに三宅にいじられることも多々あった。現在は福山雅治のプロデューサー。
- 村上“ポンタ”秀一

ドラマー。吉田建がメインとなっていた『LOSER』（泉谷しげるのコンサートバンド）・『JAZZ MASTER』（沢田研二のコンサートバンド）のドラマーだった関係から出演したと思われる。
- 湯川れい子
- 内藤陳

ハードボイルド作家として紹介されていた。
- 四方義朗

一度だけ三宅の代理で司会を務めたことがある。
- ラッシャー木村

プロレスラー。元国際プロレスのエース。マイクパフォーマンスを得意とする。「耐えて燃えろ!」の名言を残す。なお、他の審査員がスタンドマイクであったのに対し、ラッシャーだけはハンドマイクだった。
1990年4月から
- 田中一郎 （審査委員長を務めることが多かった。1990年3月以前にも審査員経験あり。視聴者から『アンパンマン一郎』のイラストが届いたことがあった）
- 斎藤ノブ（パーカッショニスト。視聴者からのイラスト『おにぎりノブさん』でも話題になる）
- 鳴瀬喜博（カシオペア）
- PANTA
- 難波弘之（キーボーディスト）
- 森雪之丞 （作詞家）（視聴者からのイラスト『ウルトラマン之丞』でも話題に。ウルトラマン之丞はキャラクターが立って着ぐるみも作成され、番組末期には冒頭でショートストーリーを演じていた）
- 相沢行夫（NOBODY）
- 木原敏雄（NOBODY）
- 是方博邦（ギタリスト）

### 主なゲスト審査員
1989年
- 土屋昌巳（2月11日）
- 大貫憲章（3月18日）
- ねじめ正一（4月15日）
- 町山広美（4月22日）
- 平山みき（5月6日、6月3日、7月1日）
- 内田春菊（4月15日、5月20日）
- 桜沢エリカ（4月29日）
- 岡崎京子（5月13日）
- えのきどいちろう（6月3日）
- ナンシー関（6月24日）
- 高橋章子（7月29日）
- デーブ・スペクター（5月13日、8月12日、10月14日、11月25日、12月23日、1990年12月8日）。三宅裕司の代わりに司会を務めたこともある（1990年3月10日）。
- つみきみほ（5月27日、7月22日、9月9日、11月4日）
- 利重剛（11月4日）
- 鴻上尚史（11月11日）
- マイケル富岡（11月18日）
- 赤井英和（11月18日）
- 巻上公一（11月25日）
- 柳葉敏郎（12月2日）

1990年
- 坂上二郎（1月20日）
- 沢田研二（2月10日）
- 竹中労（2月17日）
- 吉沢秋絵
- 斉藤由貴（4月21日）
- 玖保キリコ（4月28日）
- 楳図かずお（4月28日）
- 青島美幸（5月5日）
- 山川健一（5月5日）
- 白井良明（5月12日）
- 飯干恵子（5月12日）
- 清水ちなみ（5月19日）
- 辻村ジュサブロー（5月26日、6月9日、11月17日）
- 井上鑑（6月9日、7月28日、11月10日）
- そうる透（6月30日、8月18日）
- 北尾光司（6月30日）
- TARAKO（7月28日）
- 南流石（8月11日）
- 桑名晴子（8月18日）
- 高泉淳子（8月25日）
- 坂本冬美（9月8日）
- 西城秀樹（9月22日）
- トミー・スナイダー（10月27日）
- スージー・キム（10月27日、12月8日）
- 大谷幸（12月8日）
- 鳴瀬喜博（12月8日）

### 主な在宅審査員
- メタルうさぎ（ロッキンf）
- 林真理子
  - 林は自ら、コラムニストの中野翠と一緒に『週刊イカテン新聞』を製作していた。その中には「天声イカ語」、「いか天俳壇」などのコーナーがあった。
- 尾崎亜美

## 輝く!日本イカ天大賞
1990年元日（放送は翌2日）日本武道館に於いて催行された公開イベント。前日に同ホールで催行された第31回日本レコード大賞のセットを流用して、番組のシンボルであるイカのデザインのセットを追加したステージが使用された。司会進行はレギュラーと同じく三宅裕司と相原勇、ナレーターは関口伸が務めている。演目は以下の通り。
| 内容                                        | バンド名                       | 曲目                     | 部門賞                   | 大賞         |
| ------------------------------------------- | ------------------------------ | ------------------------ | ------------------------ | ------------ |
| オープニング演奏                            | カブキロックス                 | お江戸                   | -                        | -            |
| ベスト・スピリッツ賞部門                    | One Night Stands               | Trouble Maker            | -                        | -            |
| ベスト・スピリッツ賞部門                    | THE NEWS                       | もっと自由に'89！        | ベスト・スピリッツ賞     | -            |
| ベスト・スピリッツ賞部門                    | BELLETS                        | 半端者                   | -                        | -            |
| ベスト・スピリッツ賞部門                    | NORMA JEAN                     | No Pains No Gains        | -                        | -            |
| ベスト・スピリッツ賞部門                    | THE WEED                       | Yo Yo Yo                 | -                        | -            |
| ベスト・スピリッツ賞部門                    | C-BA                           | 旅でスカ                 | ベスト・スピリッツ賞     | -            |
| ベスト・パフォーマンス賞部門                | remote                         | Never Be！               | -                        | -            |
| ベスト・パフォーマンス賞部門                | スイマーズ                     | スイマーズのテーマ       | -                        | -            |
| ベスト・パフォーマンス賞部門                | カブキロックス                 | 好色一代男               | ベスト・パフォーマンス賞 | -            |
| ベスト・コンセプト賞部門                    | 人間椅子                       | 陰獣                     | -                        | -            |
| ベスト・コンセプト賞部門                    | マサ子さん                     | 雨にヌレテモいーや       | -                        | -            |
| ベスト・コンセプト賞部門                    | マルコシアス・バンプ           | バラが好き               | -                        | 審査員特別賞 |
| ベスト・コンセプト賞部門                    | たま                           | さよなら人類             | ベスト・コンセプト賞     | 大賞         |
| ハーフタイムショー                          | パンク三宅とシンサイン・バンド | WALK DON'T RUN           | -                        | -            |
| ハーフタイムショー                          | パンク三宅とシンサイン・バンド | バンバンバン             | -                        | -            |
| ベスト・ソング賞部門                        | セメントミキサーズ             | 東京ラッシャイ           | -                        | -            |
| ベスト・ソング賞部門                        | イエロー太陽'S                 | 赤いチョコレートの下で   | -                        | -            |
| ベスト・ソング賞部門                        | 大島渚                         | カリフォルニアの青いバカ | -                        | -            |
| ベスト・ソング賞部門                        | BEGIN                          | 恋しくて                 | -                        | -            |
| ベスト・ソング賞部門                        | ブラボー                       | ハイになりましょう       | -                        | -            |
| ベスト・ソング賞部門                        | 宮尾すすむと日本の社長         | 二枚でどうだ             | -                        | 審査員特別賞 |
| ベスト・ソング賞部門                        | FLYING KIDS                    | 幸せであるように         | ベスト・ソング賞         | 審査員特別賞 |
| ベスト・プレイヤー＆ ベスト・ボーカル賞部門 | セッション・バンド             | 上を向いて歩こう         | （後述）                 | -            |

### 特記事項
- 開会宣言はラッシャー木村。
- ベスト・スピリッツ賞は同点の為2グループが受賞した。
- パンク三宅とシンサイン・バンドのメンバー編成は、ドラムス=村上ポンタ秀一、ベース=吉田建、ギター=伊藤銀次、リード・ギター＆ボーカル=パンク三宅。二曲目からコーラスとして中島啓江と相原勇が加わった。

### セッション・バンド
ベスト・プレイヤー＆ベスト・ボーカル賞部門は、受賞者によって編成されたセッション・バンドという形式で、演奏中に逐次発表された。受賞者及びセッション・バンド・メンバーは以下の通り（発表順）。
- ボーカル=比嘉栄昇（BEGIN）
- ボーカル=浜崎貴司（FLYING KIDS）
- ギター=丸山史朗（FLYING KIDS）
- キーボード=宮尾益美（宮尾すすむと日本の社長）
- ギター=西薗まり（BIZ）
- ベース=増田俊行（セメントミキサーズ）
- キーボード=栗原由圭（NORMA JEAN）
- ベース=広沢力（レジスタンス）
- ギター=坂川正美（ヒステリックグラマー）
- ギター=和嶋慎治（人間椅子）
- ベース=佐藤研二（マルコシアス・バンプ）
- ドラムス=末松央至（宮尾すすむと日本の社長）
- ドラムス=中園浩之（FLYING KIDS）
- ギター=鴨下信吾（ダイヤモンズ）

### 審査員
ステージに登場した審査員は以下の通り。
- 萩原健太 / 中島啓江 / グーフィ森 / 吉田建 / 伊藤銀次 / 村上ポンタ秀一 / 内藤陳 / デイヴ・スペクター / 四方義朗 / ラッシャー木村

## イカ天関連ライブイベント
- 1989年5月5日「アマバン博」（会場：汐留PIT II）
  - 出演：GEN、remote、FLYING KIDS 他
- 1989年6月23日・24日「IKA-TENサマーシリーズ・1　IKA-NIGHT TEN-NIGHT」（会場：MZA有明）
  - 出演：人間椅子、remote、セメントミキサーズ、マサ子さん、ブラボー、THE KIDS、THE NEWS、福田眞純＆SUPER MILK、FLYING KIDS
- 1989年8月28日 - 30日「IKA-TENサマーシリーズ・2 翔ばなイカ・踊らなイカ・楽しまなイカ」（会場：日本青年館）
  - 出演：FLYING KIDS、宮尾すすむと日本の社長、大島渚 他
- 1989年9月1日 「IKA-TENサマーシリーズIN名古屋“しゃちほこ編”」
- 1990年3月30日「信州いか天」（開催地：長野県松本市）
- 1990年5月 「イカスピ」
  - イカ天とビッグコミックスピリッツとのコラボ企画。当時連載中の作家陣とバンドが共演した。
  - 出演（カッコ内は共演した漫画家）：NORMA JEAN（浦沢直樹）、人間椅子（楳図かずお）、サイバーニュウニュウ（中川いさみ）、THE BOOTS（山本直樹）、スイマーズ（玖保キリコ）、花園バンド（相原コージ＆竹熊健太郎※メンバーに相原の実兄が在籍）、THE NEWS（石坂啓）、MADAM-E（吉田戦車）
- 1990年7月20日「宮崎いか天」
  - 出演：人間椅子、THE BOOTS 他
- 1990年8月25日「小田原いか天」
  - 出演：THE BOOTS 他
- 2013年2月10日「イカ天生誕25周年記念スペシャル特別すごいイベント 『イカNIGHT一生コーカイするぜ！！』」（会場：東京都豊島区「Hearts」）[21][22]
  - 出演:カブキロックス / イエロー太陽s / メカエルビス （ex.サイバーニュウニュウ） ＋ 黒沢伸（宮尾すすむと日本の社長） / Gueen / BELLETS / 中学生日記 / 司会進行 : ジャクソン井口、マユタン （ex.マサ子さん）。イカ天終了後初めてのイベントであった。
- 2018年10月8日東京都足立区西新井「イカ天30周年記念スペシャル『にしあらイカ天』」[23][24]
  - 出演者：氏神一番（カブキロックス）、まゆたん（ex.マサ子さん）、アンダ―テイカ―、THE KIDS、ミンカパノピカ（From大阪）、パニックインザズ―、イエロ―太陽’s、馬の骨（桐生コウジ）、BELLETS、石川浩司（ex.たま）、和嶋慎二（From人間椅子）、宮尾すすむと日本の社長、アキマツネオ（ex.マルコシアスバンプ）、&Rama&Amoeba、和久田理人（ex.スイマ―ズ）、メカエルビス&イカ天オ―ルスタ―ズ、FLYING KIDS、浜崎貴司（ex.FLYING KIDS）、HIRO（remote）。
- 2019年12月15日東京都足立区西新井「にしあらイカ天クリスマススペシャル」（西新井ギャラクシティ・西新井文化ホール）[25]
  - 出演者：FLYING KIDS、カブキロックス、石川浩司（ex.たま）、宮尾すすむと日本の社長、メカエルビス＆イカ天オールスターズ、鴨下信吾（ex.ダイヤモンズ）、まゆたん（ex.マサ子さん）、スイマーズ、渡辺一男（from BELLETS）、フレディ波多江（from GUEEN）、桐明孝侍（from THE KIDS）、ダイナマイトMARI（ex.NORMA JEAN）、浜口祐夢（ex.TOY BOYS）、ONE NIGHT STANDS、イエロー太陽’S、remote+氏神一番（fromカブキロックス）、AURA＋坂川正美（ex.ヒステリック・グラマー）、ジューシィ・フルーツ（スペシャルゲストバンド）。

## 放送時間
- 毎週日曜（土曜深夜） 0:30 - 3:00
  - 毎週日曜（土曜深夜） 0:40 - 3:00（1990年10月6日から）

放送休止日
- 1989年7月15日、10月21日、10月28日、12月16日
- 1990年3月17日、6月23日、7月14日、9月1日、10月13日、12月1日

スペシャルバージョンでの放送（キングVS挑戦者の対戦など無し）
- 1989年4月1日「春だ!輝けイカ天グラミー賞　全て見せます74バンド」
- 1989年7月8日「'89年上半期総決算」
- 1989年10月7日「ネット局増加・ロックが結ぶふるさとの輪」
- 1990年7月7日「'90年上半期総決算、七夕イベント『イカバタ』」 - ゲスト：浅野ゆう子
- 1990年12月29日「最終回特集」

レギュラー放送時間以外で放送された特番
- 1989年10月21日「イカ天スペシャル・午後ならどうだ!」（16時00分 - 17時30分放送）
- 1990年4月8日、4月15日、4月22日「オールナイトイカ天・見せます576バンド」（各日、5:00まで放送）
- 1991年1月2日「イカ天!イカ天!!イカ天!! イカ天年鑑永久保存版」（1:20 - 6:00に放送）
- 2007年12月30日「あの伝説の番組再び!"イカ天2007復活祭"名物バンド激レア映像今夜限りの大放出SP」（22:00から）

## スタッフ
- 構成：宮下康仁、柴田俊生 / 佐々木勝俊、成田はじめ、伊東雅司、稲原誠 他
- 技術：秋本浩志（TBS）、田沢政春、常田幸光、鴨下正美 / WILD DUCKS
- 音響効果：田代智恵、サウンドプロ企画、メッセ
- 美術：鈴木浩二
- デザイン：根本真一
- 技術協力：千代田ビデオ
- ロケ技術：ペック
- TK：アンタイム
- タイトル：東泉一郎
- 音楽：北村健太
- 演出スタッフ：ジャクソン井口、杉山彰英
- ディレクター：千葉昭（当時フルハウスTVP）、浪岡厚生 / 倉田丈、山田謙司（フルハウスTVP）、服部健、星克明、萩原好武 他
- 演出：菅原正豊（途中まで）
- プロデューサー：有竹雅巳、横山元一（アミューズ）、高麗義秋（ミュージックファーム）、高浦康江（フルハウスTVP）、今野多久郎 / 田代誠（TBS）、鈴木豊久
- 制作協力：フルハウスTVP（現ハウフルス）、アミューズ、THE WORKS
- 製作著作：TBS（クレジット表記は1989年10月から）

## 放映局
原則、関東ローカルだったこの番組も、放送開始当初は前番組『SUPER WEEKEND LIVE 土曜深夜族』を放送していた2局がそのままネットを引き継いでスタート、以後番組の人気が上昇するとともにネット局が増えていった。
- 東京放送（現・TBSテレビ、1989年2月スタート時から）
- 中部日本放送（現・CBCテレビ、1989年2月スタート時から）
- 北海道放送（1989年10月から）
- テレビユー福島（同上）
- 信越放送（同上）
- 静岡放送（同上）
- 山陽放送（現・RSK山陽放送、同上）
- 中国放送（同上）
- RKB毎日放送（同上）
- 熊本放送（同上）
- 宮崎放送（同上）
- 東北放送（1990年1月から）
- テレビユー山形（同上）[注 6]
- 長崎放送（1990年4月から）
- テレビ高知（1990年7月から）
- チューリップテレビ（1990年10月から）[注 7]

※なお、2007年12月30日に放送された本番組の特番『イカ天2007復活祭』は全国ネットの枠で放送されたため、上記以外の局でも放送されていた。特に毎日放送はレギュラー放送時代、終了までネット局にならなかったため、関西地方ではこの復活特番が唯一の放送となった（詳しくは板東英二のわがままミッドナイト#番組編成上の影響を参照）。

## 備考
- 出場バンドの決定はジャクソン井口が行っていた[26]。
- 1989年3月25日放送分までイカ天の前に「お熱いのはお好き?」という、女性ゲストを迎えてゲームなどをするコーナーがあった[27]。
- ナレーターが登場したのは1989年4月15日放送の回から。それまでは三宅自らが出場バンドの紹介を行っていた[28]。
- 生放送中にニュース速報が流れたこともあり、1989年3月18日には伊藤みどりがパリの世界フィギュアスケート選手権で優勝した模様が流れた一方で同年6月3日には天安門事件の映像が流れ、スタジオに緊張感をもたらした。また1989年8月5日には報道スタジオから生で台風情報がこの番組中に入ったが、その時に三宅が「せっかくイカ天に出るんだから、パンクの格好で出てきて欲しかったですね」などとそのキャスター（当時TBS報道アナウンサーで土曜夜の『JNNニュース』も担当していた鈴木史朗）に言っていたことがあった[29]。
- 演奏する予定の曲の歌詞の中に放送禁止用語が含まれていたため止む無く歌詞を変えて演奏したバンドもあったが、中にはバンド名そのものが放送禁止だったため改名を余儀なくされたバンドもあった。1989年7月22日出場の発破ノッカーズの元々のバンド名は乞食王子。同年6月17日に出場した近親憎悪は元々は生理売春だったが、イカ天出場を機にそのまま正式なバンド名を近親憎悪に変更した[30]。また、同年5月20日に出場したトゥーリアは「格好と歌詞を番組サイドで変えられてしまいました」と番組中で明かしている[31]。
- 1990年4月以降、一度出場したバンドの再チャレンジが増えた。その中には4代目キングのイエロー太陽Sや仮キングだったパニック・イン・ザ・ズゥもいた（パニック・イン・ザ・ズゥにいたっては再チャレンジで5週勝ち抜き、グランドイカ天キングの座を射止めた）。また、同じくこの4月以降にはソロ（一人）で出場する人も出て来ている。
- 同じく1990年11月には、当時上京間もないGLAYが出場していた。登場時の自己PRは「うちら函館ロックの台風の目になりたいと思ってやってきた。ハードばかりがロックじゃないぜ。名づけて優しさロックでキングを狙う」だった。バンド結成時からの自信作『無限のdeja vu』を披露するも2分40秒でワイプとなり、完奏ならず。審査員から「真面目すぎてもう少し毒があった方がよい」、「ギター一本で始まるなどアイデアはあるんだけど、落差がない」と言われたものの「曲は悪くないので頑張ってください」と激賞された。
- 三代目グランドイカ天キングとなったたまの三週目（1989年11月25日）には深夜番組としては驚異的な瞬間最高7.9%（午前1時23分頃）という視聴率も記録している。これは番組の最高視聴率でもある（この日の平均視聴率は5.5%）[3]。
- 1989年夏頃に午後の全国ネットワイドショー（一部地域を除く）『3時にあいましょう』でイカ天ブームを放送。ジャーナリストの鳥井守幸が取材。冒頭で司会の岡部達が「ご年配の方は番組を間違えられたかと思いますが、今若者の間でアマチュアバンドというのが大変なブームになっているということで、鳥井さんに取材してもらいました」とコメントしていた。

## 放送休止
- 1989年10月28日はこの日の昼、13:00 - 16:00の枠で中継された日本シリーズ・近鉄-巨人戦が16時36分まで中継延長となり、すぐ後の16:00 - 17:30の枠で放送予定だった「'89ニチレイインターナショナルゴルフ」がこのイカ天の枠に差し替えられて放送されたため、生放送直前になって放送休止となった。しかし出場予定のバンドらがすでにスタジオに集まっており中には地方から来ていた者もいたため収録を行い、翌週11月4日に放送した。この日は生放送でなかったため、在宅審査員の投票及び在宅審査員賞の授与は無かった[32]。

※不祥事による放送休止は次節を参照。

## 不祥事
ヒステリックス脱衣騒動
1989年2月11日の第1回放送時にエントリーナンバー8番で登場した女性バンド“ヒステリックス”ボーカルのリーダーが、「ワイプ」に怒ってカメラの前に飛び出し、「ズボン脱ぐぞコラー！」と生放送中にもかかわらずジーンズを下着ごと脱いだ（赤ランプ3つで逆上し、4つ点いた事がコールされると同時にした）。スタジオは一時騒然となったが、TV画面は急遽、三宅の顔のアップに切り替えたために事無きを得た。この騒ぎでADに連行されて退場させられ、“ヒステリックス”の演奏時間は「退場」との記録となった。
なお『イカ天年鑑 平成元年編』によると、その問題となったリーダーはこの直後脱退、バンドは活動休止になったとある。これがきっかけで“何かあったらすぐに隠す用”としてIKA禁ボウなるものが一時期使われていた。
しかし、この騒動が当時の週刊誌やワイドショーなどで大きく採り上げられたことにより、イカ天の番組の知名度を押し上げてくれたとして、カブキロックスの氏神一番は「あの人（ヒステリックスのボーカル）がいなかったら我々はみんな今頃、この世界（音楽界）にいなかった」と、“番組の立役者”だとしている。
スタッフの不祥事
この他にも不祥事は記録されている。スタッフに不祥事があった時（1990年3月17日と他1回 麻薬取締法違反）にイカ天を含む「平成名物TV」の全ての番組を休止し、代わりに過去のTBS系スペシャルドラマの再放送（『兜町』『お交際したい』など）に切り替えた（関東地区。その他の地域については不明）。不祥事のあった回の翌週3月24日には番組冒頭プロデューサーの今野多久郎がお詫び、存続か中止かの説明。三宅が楽屋から事件の説明と謝罪を行った。

## イカ天関連企画
ドラマ
- 「めざせ!イカ天 ロックンOL物語」　（1990年5月12日「ドラマチック22」枠で放送）

出演：藤田朋子、森川由加里、阿部寛、奥田圭子、豊原功補、岸部一徳　他（三宅、相原らイカ天レギュラーも出演）
脚本：塩田千種　演出：小川定孝
書籍
- 「イカ天年鑑 平成元年編」（ワニブックス）

ビデオ（オムニバス）
「いか天［完全］完奏版」（TBSビデオ・バンドストッククラブ）
CD（オムニバス）
- 「いか天 ザ・50（フィフティ）Vol.1 - 3」（APCA223 - 225）（バンダイ・ミュージックエンタテインメント）
- 「30-35（サンゼロ・サンゴー） Vol.7 「いか天」特集」（MHCL527）（ソニー・ミュージックダイレクト（ソニー・ミュージックエンタテインメント系列））